# Bruce McLean
Bruce McLean (* 6. November 1944 in Glasgow, Schottland) ist ein britischer Plastiker, Maler und Performancekünstler.

## Leben
McLean wurde in Glasgow geboren und besuchte von 1961 bis 1963 die Glasgow School of Art. Von 1963 bis 1966 studierte er am Central Saint Martins College of Art and Design in London bei Phillip King und Anthony Caro. Mclean lebt und arbeitet in London. Als Professor lehrte er am Croydon School of Art und ab 1985 an der Slade School of Fine Art. Als Gastprofessor lehrte er 1999 an der Staatlichen Hochschule für Bildende Künste – Städelschule in Frankfurt am Main und der Rijksakademie van beeldende kunsten in Amsterdam.
Ab Mitte der 70er Jahre, während er weiter als Performancekünstler tätig war, wandte sich McLean verstärkt den Ausdrucksmitteln Malerei, Skulptur und Video zu.
Pose Work for Plinths I (1971), Academic Board (1975), Sorry! A Minimal Musical in Parts (1977) und Fishknife (1979) sind bekannte Performances von Bruce McLean.

## Ausstellungen (Auswahl)

### Einzelausstellungen
- 2014: Bruce McLean Grazer Kunstverein, Graz mit Hreinn Friðfinnsson
- 1986: Kasseler Kunstverein, Kassel
- 1984: Badischer Kunstverein, Karlsruhe
- 1982: Van Abbemuseum, Eindhoven
- 1981: Kunsthalle Basel, Basel

### Ausstellungen
- 2014: Württembergischer Kunstverein Stuttgart, Stuttgart
- 2011: National Gallery of Scotland
- 2009: Münchner Stadtmuseum, München
- 2007: Tanzen, Sehen Museum für Gegenwartskunst (Siegen), Siegen
- 2007: Centro Andaluz de Arte Contemporáneo, Sevilla
- 2002: Exhibition Bruce McLean & Will Alsop, Two Chairs Milton Keynes Gallery Manchester
- 2002: Blast to Freeze Kunstmuseum Wolfsburg, Wolfsburg
- 2000: Das fünfte Element – Geld oder Kunst Kunsthalle Düsseldorf
- 1987: documenta 8, Kassel
- 1984: An International Survey of Recent Painting and Sculpture Museum of Modern Art, New York
- 1983: New Art Tate Gallery of Modern Art, London
- 1982: Zeitgeist, Martin-Gropius-Bau, Berlin
- 1982: documenta 7, Kassel
- 1980: Art in the Seventies Biennale di Venezia
- 1977: documenta 6, Kassel[4]

## Auszeichnungen (Auswahl)
- 1995: Lords Provost Prize, Glasgow
- 1994: Royal Television Society Design Award for Production Design (non-drama)
- 1985: Mercedes Benz Prize
- 1985: John Moores Painting Prize
- 1981: Stipendium Deutscher Akademischer Austauschdienst
- 1978: Arts Council Bursary
- 1975: Major Arts Council of Great Britain Award
- 1966: Sainsbury Award for Sculpture
- 1965: Pratt Bequest for Sculpture[5]